# Begoña Otalora
María Begoña Otalora Ariño (Bilbao, 1966) es una política española, directora de Servicios y Régimen Económico del Gobierno Vasco y parlamentaria del Parlamento Vasco por el Partido Nacionalista Vasco.

## Biografía
Begoña Otalora nació en Bilbao en 1966. Se licenció en derecho en la Universidad de Deusto y tiene un Master en Asesoría Jurídica de Empresas.
Ha trabajado en la administración pública, como en el Instituto Vasco de Administración Pública, Emakunde y la Agencia Vasca del Agua (URA).
Ha sido Directora de Servicios y Régimen Económico del Departamento de Sanidad del Gobierno Vasco (1999-2009).
Actualmente, desde el 13 de diciembre de 2016, es parlamentaria del Parlamento Vasco por el Partido Nacionalista Vasco.